# Tatinghem
Tatinghem è un comune delegato e frazione del comune di Saint-Martin-lez-Tatinghem, situato nel dipartimento del Passo di Calais nella regione dell'Alta Francia. In precedenza comune autonomo, il 1º gennaio 2016 è confluito insieme all'ex comune di Saint-Martin-au-Laërt nel nuovo comune di Saint-Martin-lez-Tatinghem.

## Società

### Evoluzione demografica
Abitanti censiti